# Neuroetica
Il termine neuroetica (ing. neuroethics) può riferire a due diversi campi di studio; con esso si può intendere ‘etica della neuroscienza’ oppure ‘neuroscienza dell'etica'.

L'etica della neuroscienza è una disciplina che si occupa essenzialmente di discutere da un punto di vista etico progettazione ed esecuzione di uno studio neuroscientifico, e di valutare l'impatto etico e sociale dei risultati degli studi neuroscientifici; la neuroscienza dell'etica si occupa invece di investigare dalla prospettiva del cervello (attraverso studi scientifici e neuroscientifici) alcune nozioni e alcuni problemi tradizionali dell'etica e della psicologia morale.
Il termine ‘neuroetica’ è stato usato per la prima volta all'interno della conferenza ‘Neuroethics: Mapping the Field’ del 2002, lanciato dal giornalista del New York Times William Safire.
La presente voce enciclopedica tratta della neuroetica come ‘neuroscienza dell'etica'.

## Radici storiche
La neuroetica può essere considerata l'erede recentissima della psicologia morale; quest'ultima infatti studia l'evoluzione della morale e la morale stessa nella sua dimensione psicologica. Più sobriamente, la neuroetica può esser considerata come un campo di studio particolare all'interno della psicologia morale: di fatto, il campo della psicologia morale che si occupa di studiare la morale con le nuove tecnologie di studio neuroscientifico.
Diversi autori (es. Greene, Jonathan Haidt) riferiscono i loro studi di neuroetica a una tradizione di psicologia morale recente, che ha le sue origini nella psicologia morale degli anni sessanta. Tuttavia, nel tentativo di rintracciare le origini dei problemi propri della neuroetica, possiamo andare indietro quanto ci pare, fino a Platone.
La neuroetica infatti si propone di comprendere il ruolo relativo di ragione ed emozione nel processo di presa di decisione morale; e anche la filosofia ha discusso a lungo sul ruolo relativo di ragione ed emozione nella presa di decisione. Haidt, ad esempio, ritrova sostenitori del ruolo predominante della ragione e detrattori del ruolo dell'emozione in Platone, negli stoici, nei filosofi medievali cristiani, nei razionalisti continentali del XVII sec. (es. Leibniz e Cartesio), e in Kant, mentre vede in Hume il filosofo che ha più vivacemente difeso il ruolo dell'emozione nel comportamento morale.
La storia del pensiero occidentale mostra come questo sia stato generalmente sbilanciato in favore della ragione, contro l'emozione; non così però all'inizio del Novecento, quando Freud e la psicologia comportamentista suggerirono che il giudizio morale fosse prodotto da fattori emotivi non-razionali. Con la rivoluzione cognitiva e i lavori di Lawrence Kohlberg (che riprende quelli di Jean Piaget), il giudizio morale torna ad essere prodotto del ragionamento e della cognizione superiore. Tuttavia, negli anni ottanta, a seguito della cosiddetta ‘rivoluzione emotiva’, rinforzata negli anni novanta dall'attenzione crescente ai processi mentali automatici, si assiste al ritorno della considerazione del ruolo dell'emozione nel processo di presa di decisione morale; e qui s'inserisce lo sviluppo degli studi neuroetici.
Parallelo al dibattito sul ruolo dell'emozione e dei processi automatici nella presa di decisione morale, il dibattito sul cosiddetto modello UMG (Grammatica Morale Universale), il quale (modello) si sviluppa in analogia con i modelli e i concetti propri della linguistica chomskiana.

## Modelli e teorie principali
Si possono distinguere generalmente quattro modelli della mente morale:
- Modello kantiano: il giudizio morale è un processo cosciente di riflessione deliberativa e razionale, la risposta emotiva dipende dalla valutazione razionale.[6]
- Modello humeano: la psicologia morale è essenzialmente emotiva e i processi deliberativi sono richiesti solo per fornire delle razionalizzazioni post-hoc del giudizio morale dato.[3][7]
- Modello ibrido: per il giudizio morale sono richiesti sia meccanismi emotivi sia deliberativi. Alcuni autori (come Damasio)[8] affermano che il giudizio morale richiede sempre emozione e ragione, altri (come Greene)[9][10][11] affermano che l'emozione gioca un ruolo decisivo solo nella valutazione di certe situazioni morali.
- Modello rawlsiano: esiste una facoltà morale, che opera indipendentemente dai processi deliberativi e emotivi; i meccanismi emotivi entrano in gioco dopo la presa di decisione morale, per tradurre questa in comportamento.[4][12][13]

Il primo modello è quello sostenuto dai cognitivisti degli anni sessanta (Kohlberg, Turiel), e oggi è criticato dalla maggior parte dei neuroscienziati; è il modello di un paradigma ormai superato.
Di fatto, il modello razionalista del Kohlberg, per il quale conoscenza morale e giudizio morale sono raggiunti primariamente grazie a un processo riflessivo, afferma che l'emozione morale non è causa diretta del giudizio morale, e che al più può fungere da input al processo di ragionamento morale.
Ora, l'approccio di Kohlberg dominò la psicologia morale per tutti gli anni settanta e ottanta insistendo sul ragionamento verbale cosciente; per questo non riuscì a fondere con la biologia e la neuroscienza, quando queste, negli anni novanta, insistettero piuttosto – nello studio della moralità – sullo studio dell'emozione e dei ‘centri emotivi’ del cervello - le ricerche degli anni ottanta e novanta su moralità e emozione crebbero moltissimo; fu la ‘rivoluzione emotiva’, che supportò (ad es. con gli studi di Robert Zajonc, che riprende il principio del primato dell'affettività formulato già da Wilhelm Wundt) l'idea che l'attività cognitiva superiore è preceduta, permeata e influenzata dalla reazione affettiva (i.e. dall'emozione). A supporto di quest'idea (demolitoria dei modelli alla Kohlberg) moltissimi studi (vedi). Inoltre, è importante notare come gli studi di neuroetica mostrano che al processo di formazione del giudizio morale lavora primariamente l'intuizione (e non la ragione, come vorrebbe Kohlberg), ma come questo non sia che una declinazione particolare del dato neuroscientifico recente più generale per cui il giudizio è primariamente costruito da processi automatici intuitivi e inconsci.
Il modello di Kolhberg, in particolare la sua teoria degli stadi di sviluppo morale del bambino, è stato criticato anche da Carol Gilligan nel suo In a different voice del 1982. Gilligan apre allo studio delle differenze di genere riguardo alla moralità; oggi, di fatto, la neuroetica si occupa della questione, ad es. Harenski et. al 2008 supporta la separazione proposta da Gilligan tra le attitudini morali nei due generi (i.e. una differenza nel processo di valutazione morale, 'care-based' nel caso delle femmine, 'justice-based' nel caso dei maschi).
Il secondo e il terzo modello enfatizzano il ruolo dell'emozione nel processo di presa di decisione morale.
Haidt propone – contro i modelli razionalisti alla Kohlberg, che enfatizzano il ruolo del ragionamento astratto nel giudizio morale – il ‘modello intuizionista’ basato su tre principi: 
- le intuizioni precedono il ragionamento strategico, il giudizio morale è guidato da risposte intuitive, rapide ed emotive, e il ragionamento morale deliberato non è altro che una giustificazione razionale a posteriori.
- la morale è molto più di una questione di danno e correttezza.
- la moralità unisce e acceca.[3][19]

Greene propone la dual-process theory, in grado di spiegare la differenza comportamentale delle persone davanti a due situazioni di dilemma morale apparentemente simili (il trolley dilemma e il footbridge dilemma): i giudizi morali utilitaristi sono guidati da processi cognitivi controllati, mentre i giudizi morali non-utilitaristi (i.e. deontologici) sono guidati da risposte emotive automatiche. Dunque, sia i processi emotivi automatici che quelli cognitivi (nel senso di superiori, realizzati dalla parte anteriore del cervello) deliberativi sono coinvolti nel giudizio morale. Il modello di Greene, come quello di Haidt, insistendo sulla rilevanza dei processi emotivi (dedotta dai risultati di studi di neuroimaging) nella presa di decisione morale, è avvicinabile alla concezione della morale humiana. Per Greene, in sostanza, non esiste un modulo o centro morale, piuttosto una continua interazione (e lotta) tra processi emotivi e cognitivi realizzati da sistemi cerebrali dissociabili.
In generale, l'importanza dell'emozione nella psicologia morale sembra sostenuta da una serie di studi (ma non tutti gli studiosi concordano in merito): tra i principali, studi di pazienti con lesione prefrontale ventromediale (VMPFC), pazienti APD, e psicopatici, studi di neuroimaging condotti su soggetti sottoposti a dilemmi morali, studi neuroeconomici sull'iniquità, e studi che paragonano una condizione morale a una non-morale.
Il quarto modello è quello proposto dai teorici sostenitori dell'esistenza di una UGM, ed è un modello alternativo sia al razionalismo alla Kohlberg sia ai modelli alla Greene e Haidt.
Secondo questi studiosi (Dwyer, Hauser, Huebner, Mikhail e altri) l'evidenza oggi disponibile è insufficiente alla dimostrazione che l'emozione sia necessaria al processo di giudizio morale (i.e. a dimostrare che i processi emotivi mediano i nostri giudizi morali intuitivi e che i nostri concetti morali sono emotivamente costituiti); la fonte del giudizio morale risiederebbe piuttosto nella nostra psicologia causale-intenzionale, e l'emozione seguirebbe al giudizio servendo da motivazione all'azione morale.
Più precisamente, questi studiosi affermano l'esistenza di una grammatica morale universale; i concetti e i modelli di quest'approccio sono analoghi a quelli della linguistica chomskiana (ad es. le distinzioni tra competenza e performance, tra adeguatezza descrittiva e esplicativa, tra problemi di percezione e produzione); le domande principali riguardano cosa costituisca la conoscenza morale, come questa si acquisisca e percepisca e come sia usata, inoltre, com'è realizzata fisicamente nel cervello e come si evolve nella specie; l'approccio muove da assunzioni mentaliste, modulariste e nativiste, e propone evidenze (anche) sperimentali per l'esistenza d'una facoltà morale innata; inoltre (l'approccio) indaga al livello della teoria computazionale; e propone due argomenti principali: l'argomento per la grammatica morale, per cui le proprietà del giudizio morale implicano che la mente contenga una grammatica morale (i.e. una serie di regole, concetti e principi come rappresentazioni), e l'argomento della povertà dello stimolo morale, per cui il modo in cui la grammatica è acquisita implica che almeno in parte essa sia innata.
Prinz da parte sua afferma che i dati che secondo Hauser e colleghi sostengono l'evidenza dell'esistenza di una facoltà morale, sono spiegabili anche in altro modo: il giudizio morale deriverebbe da un sistema emotivo generico e da regole trasmesse socialmente. Per Prinz, in generale, ad oggi, nel campo di studio della neuroetica, si danno diversi modelli egualmente compatibili con l'evidenza empirica. D'altra parte la disciplina della neuroetica è molto giovane.
Lo studio della cognizione morale incrocia anche con lo studio della teoria della mente. Non è chiaro comunque ad oggi quale sia la relazione causale propria tra le due componenti della mente; di fatto sembra che il giudizio della teoria della mente possa essere coinvolto nella cognizione morale, ma anche il contrario, che il giudizio morale possa influire (i.e. servire da input) sulla cognizione propria della teoria della mente.

## Metodi e materiale di ricerca
Gli studi di neuroetica si propongono generalmente di indagare l'attività cerebrale di un soggetto posto di fronte ad un compito (o task) di presa di decisione morale. L'attività cerebrale è indagata con gli strumenti tecnologici propri della neuroscienza: la conosciuta fMRI, l'EEG, l'EMG, la TMS e la tDCS, e più raramente la PET.
I compiti solitamente consistono nel risolvere dilemmi morali (quelli senz'altro più conosciuti e utilizzati nello studio del giudizio morale sono il trolley problem e il footbridge problem – i due dilemmi che per primi sono stati utilizzati da Greene in vista dello studio neuroscientifico della morale), i quali sono progettati generalmente per individuare variabili d'interesse attraverso una condizione di controllo. Altrimenti vengono usati degli stimoli morali, per esempio immagini, frasi, parole, video, dove si cerca di individuare la risposta del cervello in relazione alla variabile critica oggetto di studio.
Il tipo di compito dipende anche ovviamente da quale parte del processo di decisione morale si intende studiare; se si vuole indagare ad es. il processo di deliberazione morale si userà un task morale esplicito (es. un dilemma, oppure la stima della moralità di un'immagine), se invece si vuole indagare l'intuizione morale si userà un task morale implicito (es. si chiederà al soggetto, dopo avergli posto immagini con e senza contenuto morale, semplicemente di riportare se l'immagine ritrae un paesaggio o un interno).